# Karl Prusik
Karl Prusik (* 19. Mai 1896 in Wien; † 8. Mai 1961 in Perchtoldsdorf bei Wien) war ein österreichischer Bergsteiger und Musikpädagoge. In den Zeiträumen von 1939 bis 1941 und 1951 bis 1953 war er Präsident des Österreichischen Alpenklubs (ÖAK), bekannt ist er vor allem als Erfinder des nach ihm benannten Prusikknotens.
Nach dem Ersten Weltkrieg studierte Prusik Musikwissenschaft, promovierte 1923 über die Kompositionen des Lautenisten Sylvius Leopold Weiss und wurde Lehrer am Wiener Konservatorium.

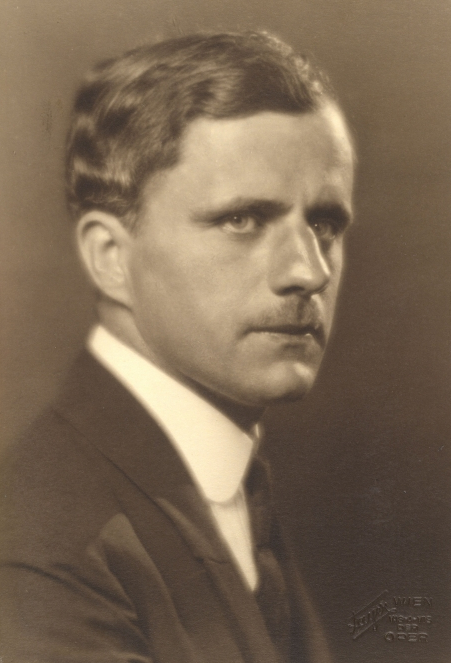
Aufnahme von Georg Fayer (1927)

## Weltanschauung
Karl Prusik gehörte als Kletterausbilder seit den 1920er Jahren zu den Alpinpädagogen eines Sozialdarwinismus, die sich auf die Suche nach einer neuen rassischen oder religiösen Wahrheit begaben. Er vertrat die sozialdarwinistische Legitimierung eines Kampfalpinismus, der einen neuen Menschen hervorbringen sollte, den Bergsteiger als des Weltgeists jüngster Gedanke. Er bezog sich auf ein Germanentum, das die Römer besiegte und auf die Erblichkeit seelischer Rasseneigenschaften. In der Realität der ersten Nachkriegszeit sah er nur die Dekadenz der Verweichlichung durch das Stadtleben. Prusik war Leutnant im Gebirgskrieg 1915–1918 und sah in den Tugenden des Alpinismus eine Wiedererstarkung für die nächste Kriegsvorbereitung. Er bereitete somit dem Militarismus für eine völkisch-alpine Jugendelite in Wien den Boden. Sein Betätigungsfeld war die 1920 mit einem offenen Revanchismus gegründete Jungmannschaft der Akademischen Sektion Wien des DuOeAV, deren Ausbilder er 1921 wurde. Die Frage, ob ihm antisemitische Tendenzen nachzusagen sind, wird in der Literatur unterschiedlich beantwortet. Der Historiker Rainer Amstädter behauptet solche im Zusammenhang mit der von Prusik propagierten sexuellen Enthaltsamkeit für „deutsche“ Bergsteiger. Nicholas Mailänder hingegen schreibt in seinem Werk Im Zeichen des Edelweiss, dass Prusik die vom Alpenverein Verfemten durch die Veröffentlichung von Beiträgen im Nachrichtenblatt des Alpenvereins Donauland unterstützte.

## Zweiter Weltkrieg
Prusik gehörte zu den willigen Unterstützern der von Arthur Seyß-Inquart geführten nationalsozialistischen Alpenvereinselite und führte bis 1940 Kletter-Lehrgänge für Ausbilder durch. 1941 wurde er mit 45 Jahren als Leutnant für die deutsche Wehrmacht einberufen. 1942  erhielt er das Kriegsverdienstkreuz II. Klasse, das für Einsätze hinter der Front verliehen wurde. 1947 kehrte Karl Prusik aus der Kriegsgefangenschaft zurück und wurde erneut erster Vizepräsident des OeAK.

## Alpinistische Leistungen

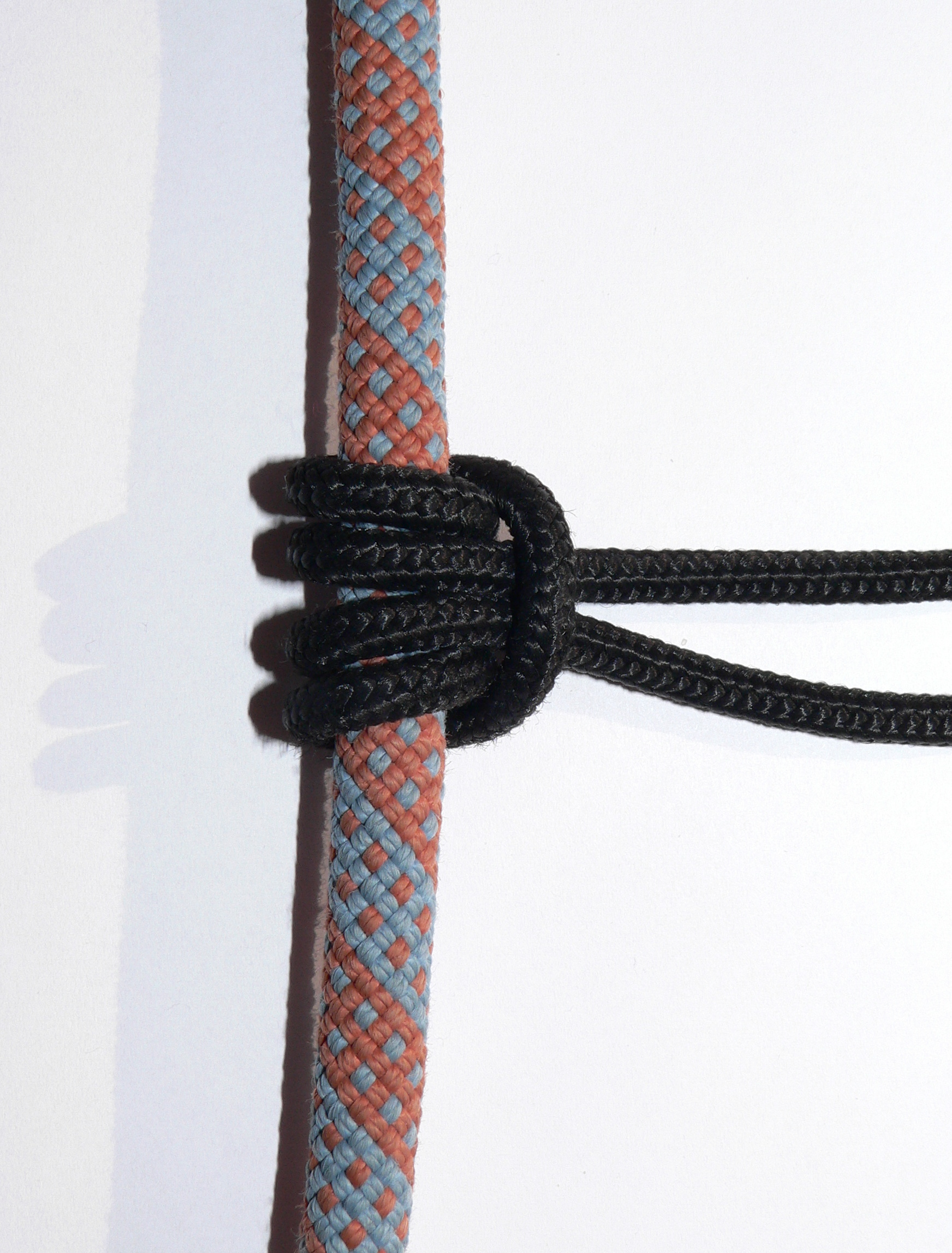
Prusikknoten

Prusik gilt als Erstbegeher von über 70 neuen Aufstiegen und Routen. Ihm gelang unter anderem als Erster die Nordwestwand der Planspitze zu durchsteigen, die Südwestkante der Kleinen Bischofsmütze im Gosaukamm mit Roland Hamperl zu besteigen, er war außerdem Erstbegeher des Spiralwegs (V) an der Kleinen Zinne, sowie der Nordostkante des Kleinen Buchsteins. Besondere Bekanntheit erreichte er durch den nach ihm benannten Prusikknoten, den er 1931 in der Österreichischen Alpenzeitung erstmals beschrieb und der bis heute als der weltweit bekannteste Klemmknoten gilt. 1932 prägte er den deutschen Begriff Torlauf für Slalomrennen im Skisport. Der 2438 m hohe Prusik Peak in Washington (Icicle Creek) wurde 1948 von seinen Erstbesteigern nach Karl Prusik benannt.

## Veröffentlichungen von Karl Prusik
- Der Gitarrist Jakob Ortner als Lehrer und Mensch. Nachrichten vom Bund der Gitarristen, Wien 1984 (posthum).
- Der Bergsteiger Erzherzog Johann. Verband der alpinen Vereine Österreichs, Wien 1959.
- Ein Wiener Kletterlehrer. Artaria, Wien 1929.
- Gymnastik für Bergsteiger. Bergverlag Rother, München o. J. (um 1925).